# Луций Аврелий Галл (консул 198 года)
Луций Аврелий Галл (лат. Lucius Aurelius Gallus) — римский государственный деятель конца II века — начала III века.

## Биография
Его отцом был консул 174 года Луций Аврелий Галл. В 193 году Галл занимал должность легата легиона в Верхней Паннонии и воевал на стороне Септимия Севера в гражданской войне. В 198 году он находился на посту ординарного консула вместе с Публием Марцием Сергием Сатурнином. В 202—205 годах Галл был легатом пропретором Нижней Мёзии.